# GSAT-5P
GSAT-5P (auch GSAT-5 prime oder Insat-4D genannt) war ein kommerzieller Kommunikationssatellit der indischen GSAT-Baureihe.
Er sollte am 20. Dezember 2010 mit einer GSLV-Trägerrakete vom Satish Dhawan Space Centre aus in eine geostationäre Umlaufbahn gebracht werden und den bisherigen Satelliten Insat-3E ersetzen. Auf Grund eines undichten Ventils verzögerte sich der Start bis zum 25. Dezember 2010. Beim Start der Trägerrakete kam es zu einer Bahnabweichung, woraufhin die Rakete 63 Sekunden nach dem Start durch Selbstzerstörung explodierte und der Satellit verloren ging.
Der dreiachsenstabilisierte Satellit war mit 24 normalen und 12 verlängerten C-Band-Transpondern ausgerüstet und sollte von der Position 55° Ost aus Indien mit Telekommunikationsdienstleistungen versorgen. Für die Stabilisierung war er mit Sonnen- und Erdsensoren, Gyroskop, Reaktionsrad, Magnet Torques sowie je acht 10- und 22-Newton-Triebwerken ausgerüstet. Er war auf Basis des Satellitenbus I2K gebaut worden und besaß eine geplante Lebensdauer von 13,7 Jahren.